# 安比高原スキー場
安比高原スキー場（あっぴこうげんスキーじょう, APPI）は、岩手県八幡平市安比高原にあるスキー場。運営会社は株式会社岩手ホテルアンドリゾート。例年12月上旬から5月上旬まで滑走が可能。シンボルは、4つの三角形で四季を表したマーク。
日本有数の規模を誇り、山形蔵王温泉スキー場と共に東北を代表するスキー場である。ゲレンデは標高1305mの前森山と1328mの西森山に広がる。ナイター設備あり。スキー場のほかに安比高原ゴルフクラブや安比高原牧場などもあり、滞在型のオールシーズンリゾートである。開発を手掛けたのは、リクルート創業者の江副浩正であり、その依頼で亀倉雄策がアートディレクターを務めた
。

## 歴史
江副浩正は社員研修施設として、1978年7月、安比高原に宿泊施設とゴルフ場、テニスコート、アーチェリー場、オリエンテーリングコースまで付いた研修施設「レクロ・エデュケーション・センター」（竜ヶ森レックのち安比レック）を完成させる。当時はこの地は竜ヶ森と呼ばれていたため、当初は「竜ヶ森レック」と名付けられていたが、この地を安比と改名したことに伴い、のちに「安比レック」と名付けられた。リクルートが鹿児島の志布志市に保有していた研修施設が順調に発展していたにもかかわらず、それ以上の土地が拡大できなかったことにより、より広大な土地を求めて江副が岩手県の辺境の地に注目した結果、ここを新たな研修施設と定め、スキー場を開発したことに端を発する。竜ヶ森レックは社員の総合研修施設として創設されたが、社員が使用しない期間は、一般の客にも解放していた。
竜ヶ森レックでの地域密着型の運営が地元民に評価され、1977年には「岩手観光ホテル」から、経営が悪化していた「盛岡グランドホテル」の経営がリクルートに委譲された。江副が信頼を寄せていた当時29歳の『住宅情報』編集スタッフだった高塚猛をホテルの総支配人に任命し、1978年には宴会場の改装工事に着手し、発展させた。
同じ頃、岩手県が第３セクターでの安比高原開発プロジェクトを発足させた。
当時、安比高原開発には２０社近くが群がり、なかでも丸紅が突出していた。だが、丸紅はロッキード事件で脱落した。江副は、社員研修施設の発展への情熱と、疎遠であった父親から教わったスキーに対する情熱を以って、安比高原開発権獲得を切望した。すでに「竜ヶ森レック」や「盛岡グランドホテル」における地域振興型の手腕を評価され、土地の所有者である安比地区管理運営組合からの強い推薦もあり、次第に林野庁や岩手県も江副を頼りにするようになった。
。
1980年10月、安比高原の総合開発を目指す「安比総合開発」がリクルート48%、北海道東北開発公庫20%、岩手県庁5%、他に地元自治体、マスコミ、岩手銀行などが出資して発足。社長には江副が就任した。開発計画面積は3500ヘクタールで、山手線内側3分の2の広さであり、住民はゼロの無番地だった。
リクルートの幹部たちが、千田正岩手県知事に事業促進を働きかけるために何度も足を運んだほか、江副個人で千田の後援会に150万円、リクルートとして150万円の献金をした。
また開業後の1988年にリクルート事件が発覚するが、この折には農林水産大臣を務めた加藤六月の「安比疑惑」がメディアで大きく取り上げられた。加藤の次女と秘書名義でリクルートコスモスの未公開株が譲渡されていたことが露呈し、大臣時代の加藤が安比開発で江副のリクルートが主導権を握れるように工作していたのではないかという疑惑であったが、国会では追及されたものの、検察は手をつけることはなかった。
1981年、安比高原スキー場がリフト合計6基で開業し、4年遅れてホテル安比グランドも開業した。ホテルは客室を分譲するコンドミニアム方式を前提として建設された 。バブル景気や四駆ブームの頃、首都圏ナンバーの自動車にウサギのマークと「APPI」と切り抜かれたステッカーを貼るのがお洒落であり流行した。スキーブームが終息すると、有名歌手の屋外コンサートの共催、ゲレンデに財布を持たずにレストラン等が利用できるようキャッシュレスサービスの導入、夜間のライトアップを行うなど様々な集客策を講じた。
2000年、安比総合開発と盛岡グランドホテル等を運営する岩手観光ホテルが統合して、岩手ホテルアンドリゾートが発足した。

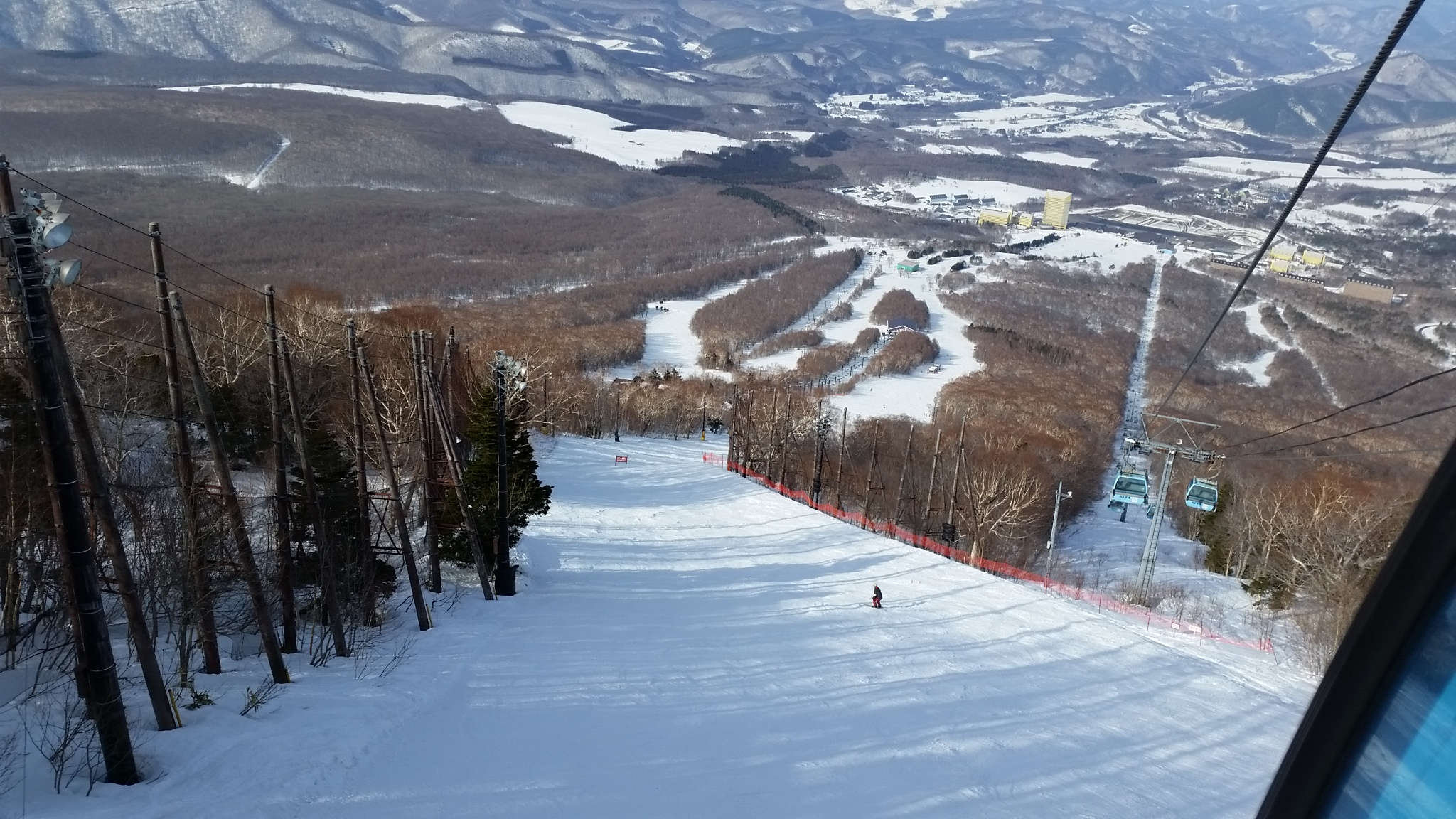
安比ゴンドラからハヤブサコース
APPIロゴ （亀倉雄策デザイン）

### 運営事業者
2003年1月、河野栄子リクルート社長時代にグループの借入金を減少させるため、岩手ホテルアンドリゾートを加森観光に売却した。これに伴い、リクルートは運営から撤退した。2016年6月、加森観光がルスツリゾートに事業を集中させるため、アジアゲートホールディングスと海外投資家が設立した特定目的会社に岩手ホテルアンドリゾートを売却した。このため運営事業者は再度変更になった。

## 沿革
- 1980年（昭和55年） - リクルートを筆頭株主とする第三セクター、安比総合開発株式会社設立。
- 1981年（昭和56年） - 安比高原スキー場開業。ペアリフト4基。シュレップリフト2基。合計6基。
  - 第1リフトB(現 セントラルクワッド), 第1シュレップ(現 撤去済), 第2リフトA(現 撤去済), 第2シュレップA(撤去後にセントラル第2リフトにリプレース), 第3リフトB(現 セントラル第3リフトB), 第4リフトA(現 運休中)　で開業
- 1982年（昭和57年） - ペアリフト2基、シュレップリフト1基, Tバーリフト2基新設。合計11基。
  - 第1リフトC(現 撤去済), 第3リフトA(現 セントラル第3リフトA), 第2シュレップB(現 撤去済), TバーリフトAB(撤去後にセントラル第5リフトにリプレース)　を新設
- 1983年（昭和58年） - ペアリフト5基新設。合計17基。西森ゲレンデ開発
  - 第1リフトA(現 セントラル第1リフト), 第2リフトB(現 運休中), 第3リフトC(現 セントラル第6リフト), 西森第1リフト(現 運休中), 西森第2リフトA(現 運休中)　を新設
- 1984年（昭和59年） - スキーセンター新設。
- 1985年（昭和60年） - ホテル安比グランド開業、スキースクール棟オープン、ナイター営業開始。リフト2基新設。合計19基。
  - 第3リフトD(現 運休中) , 西森第2リフトB(現在の西森リフト) 　を新設
- 1986年（昭和61年） - ザイラーゲレンデを新設。ナイターを山頂まで延長(その後第3リフトまで→セントラルクワッドのみと縮小)。クワッドリフト1基，ペアリフト3基を新設。合計23基。
  - 第1リフトD(現 撤去済), 第2リフトC(現 運休中, 第4リフトB(現在のセントラル第4リフト), ザイラークワッド　を新設
- 1987年（昭和62年） - 8人乗りゴンドラを新設。ペアリフト2基を新設。合計25基。
  - 安比ゴンドラ, ザイラー連絡リフト, ザイラー第2リフト を新設
- 1988年（昭和63年） - 安比グランドヴィラ1開業、前森山東斜面にセカンド安比を新設。フード付きクワッド1基、ペアリフト2基新設。合計28基。前森山頂にレストラン、セカンド安比にスキーセンターがオープン。
  - まきば第1リフトAB(現 廃止), ビスタクワッド を新設
- 1989年（平成元年） - ホテル安比グランドタワー開業。
- 1990年（平成2年） - 安比グランドヴィラ2開業、ザイラーゲレンデを拡張。ペアリフト1基新設。合計29基。
  - ザイラー第1リフト(現 運休中) を新設
- 1991年（平成3年） - 安比グランドヴィラ3開業、ザイラーゲレンデにゴンドラを新設、ザイラースキーセンターがオープン。この年、スノーボードが一部のコースで解禁となる。合計30基。これ以降はリフトは減少する方向へ。
  - ザイラーゴンドラ を新設
- 1995年（平成7年） - ブナ林ゲレンデを除く全てのゲレンデをスノーボードに開放。
  - セカンドスキーセンター，まきばゲレンデ(ペアリフト2基)　を廃止。
- 1996年（平成8年） - APPI温泉パティオ開業、安比グランドアネックス1開業、
  - セントラルゲレンデにフード付きクワッドを新設(第1リフトBと第1シュレップリフトをリプレース)。
- 1997年（平成9年） - 安比グランドアネックス2開業。
- 1998年（平成10年） - 安比グランドアネックス3開業。
- 2000年（平成12年） - 岩手観光ホテルと安比総合開発を統合して岩手ホテルアンドリゾートが誕生。
- 2002年（平成14年） - 安比高原雪牧場がオープン。
- 2003年（平成15年） - リクルートより加森観光が株式会社岩手ホテルアンドリゾート関連施設の運営を譲渡される。
- 2005年（平成17年）9月1日 - 合併により安代町が八幡平市の一部となった。
- 2006年（平成18年）10月1日 - 住居表示を実施[13]。
- 2016年（平成28年） - アジアゲートホールディングスが海外投資家と組み加森観光から岩手ホテルアンドリゾートの全株式を取得[14]。この年の2本のペアリフトへのリプレースに伴い、滑走式リフトが姿を消す。西森ゲレンデにツリーランゾーンを新設。
- 2017年（平成29年） - 2017-2018シーズンより、人工降雪機を14基導入・ザイラーゲレンデにツリーランゾーン新設[15]。ザイラーゴンドラ・ビスタクワッドが平日は運休となった。施設の改称・リニューアルを実施（APPI温泉パティオ→2017年7月から安比温泉白樺の湯に改称、安比グランドヴィラ→2017年12月から安比ヒルズ白樺の森に改称、安比グランドアネックス→2017年12月から安比高原温泉ホテルに改称)。
- 2018年（平成30年） - 2018-2019シーズンより、ザイラーゴンドラが運休となり、常用リフト10基の体制となった。常用リフト中、セントラル第4・第6リフトは平日は運休となる。ザイラー第1、セントラル第3Bリフトがゲレンデマップから消えた。ツリーランゾーンをさらに拡大。キツツキコース・カッコウコースがスノーボード解禁となった[16]。ナイター営業がセントラルクワッドのみとなった。いわゆるセンターハウスの安比リゾートセンターが「安比ハッピーモール」と名を変え、チケット売り場がセンターハウス内に移動、ショップやレストラン等の入れ替え・場所変更、そしてインバウンド需要を狙った電化製品等のショップが開設された。インフォメーション・スクール受付は安比プラザに移動した。
- 2019年（令和元年） - 2019-2020シーズンからリフト券がICカード化された(オーストリア Axess製)。使用済みのICカードにwebから事前にチャージして使うことも可能で、そうすれば来場時にリフト・ゴンドラに直行できる。ICカード化されたため5時間券はこれまでの「発売時刻から」5時間有効ではなく、「最初にゲートを通過した時刻から」5時間有効となった。2019-2020シーズンは5月6日までの営業を予定していたが、新型コロナウイルス感染症対策のため4月23日(木曜)で営業を終了した[注 2]。
- 2020年（令和2年） - 2020-2021シーズンは新型コロナウイルス感染症対策の一環として「共通リフト券」「通常リフト券」が販売されていた[注 3]。
- 2021年（令和3年） - 12月16日、安比ホテルズがIHGホテルにリブランドされ、ホテル安比グランド本館・タワー→ANAクラウンプラザリゾート安比高原、安比ヒルズ白樺の森1・2→ANAホリデイ・インリゾート安比高原 リンドウ1・2、安比ヒルズ白樺の森3→ANAホリデイ・インリゾート安比高原ヒルズ、安比高原温泉ホテル→ANAホリデイ・インリゾート安比高原 温泉1・2・3 となった。
- 2022年（令和4年）2月25日 - ANAインターコンチネンタル安比高原リゾートが開業。

## ゲレンデ
白樺ゲレンデ
安比リゾートセンター及び安比プラザから出て目の前に位置する広大なゲレンデ。初心者から初級者まで楽しめる。クワッドリフト1本、ペアリフト1本。安比ゴンドラ山麓駅がある。
セントラルゲレンデ
白樺ゲレンデの上に位置するこのスキー場における定番のゲレンデ。初級者から上級者まで楽しめるコースが揃っている。ペアリフト4本。安比ゴンドラ山頂駅がある。2018-2019シーズンから、ナイター営業はセントラルクワッドのみとなっている。
ブナ林ゲレンデ
セントラルゲレンデとヤマバトコースの中間に位置する。ヤマバトコースから直接滑走することができない。スキー競技・大会が開催される場合は、このゲレンデが優先的に使用され、一般客の利用ができなくなる。キツツキコースとカッコウコースがあり、いずれも中級者コース。スキー専用コースだったが、2018-2019シーズンからスノーボード解禁となった。ペアリフト1本。
ザイラーゲレンデ
セントラルゲレンデとは異なり、一直線に長い距離を滑走できる。トニー・ザイラーが設計したことでも知られている。ゴンドラ1本、クワッドリフト1本、ペアリフト1本。
セカンドゲレンデ
一番東にあるゲレンデ。初級者コースから上級者コースまで全て揃っている。以前はセカンド第1～第4コースまであり、下部のまきばゲレンデ、セカンドスキーセンターに直結していたが、現在はビスタクワッドの1本のみ。セカンドスキーセンターは松尾八幡平インターより最も近い位置にあった。
西森ゲレンデ
このスキー場の中で一番高いゲレンデ。安比高原全景を見渡せる。よく雪が積もっている。ヤマバトコースの途中にある。月1回しか圧雪しないイヌワシコースと圧雪を一切行わないヤマガラコースがあり、いずれも上級者コース。ペアリフト1本。
ヤマバトコース
このスキー場で一番長いコース（5500m）。初心者でもゴンドラを利用して長く滑走を楽しめる。また、よく吹雪くコースでもある。
セキレイコース
セントラルゲレンデとザイラーゲレンデの間を結ぶ連絡コース。初級者コースである。
カルガモコース
白樺ゲレンデ上部から、安比ヒルズ白樺の森・ザイラー連絡リフト乗り場へのアクセスコース。白樺ゲレンデに戻ることもできる。
これらのほか、白樺ゲレンデとザイラーゲレンデの間に長い連絡コースがあり、リフトも1本走っている。

## 設備
| 名称               | 定員 | 路線長 | 毎時輸送能力 | 備考                                                          |
| ------------------ | ---- | ------ | ------------ | ------------------------------------------------------------- |
| 安比ゴンドラ       | 8名  | 2820m  | 2400人       |                                                               |
| セントラルクワッド | 4名  | 954m   | 2400人       | コロナ以降フード撤去                                          |
| 第1リフト          | 2名  | 1037m  | 1200人       | 非・常用リフト                                                |
| 第2リフト          | 2名  | 969m   |              | 第2リフトA・シュレップリフトからのリプレース                  |
| 第3リフトA         | 2名  | 773m   | 1090人       |                                                               |
| 第3リフトB         | 2名  | 773m   | 1200人       | 非・常用リフト 2018-2019シーズンはゲレンデマップから消滅      |
| 第4リフト          | 2名  | 664m   | 1200人       |                                                               |
| 第5リフト          | 2名  | 1185m  |              | Tバーリフトからのリプレース                                   |
| 第6リフト          | 2名  | 901m   | 1200人       | 第3リフトCからの改称・2021−2022シーズンは土日祝のみ運行       |
| 西森リフト         | 2名  | 652m   |              | 2021-2022シーズンより運休                                     |
| ザイラーゴンドラ   | 8名  | 3494m  | 1800人       | 2021-2022シーズンは全面運休                                   |
| ザイラークワッド   | 4名  | 2143m  | 1108人       | フード付き フットレスト付き                                   |
| ザイラー第1リフト  | 2名  | 1351m  | 1200人       | 非・常用リフト 2021−2022シーズンは全面運休                    |
| ザイラー第2リフト  | 2名  | 1511m  | 1200人       | 非・常用リフト                                                |
| ビスタクワッド     | 4名  | 1988m  | 1200人       | フード付き フットレスト付き 2021−2022シーズンは土日祝のみ運行 |
| ザイラー連絡リフト | 2名  | 1288m  |              | 非・常用リフト                                                |

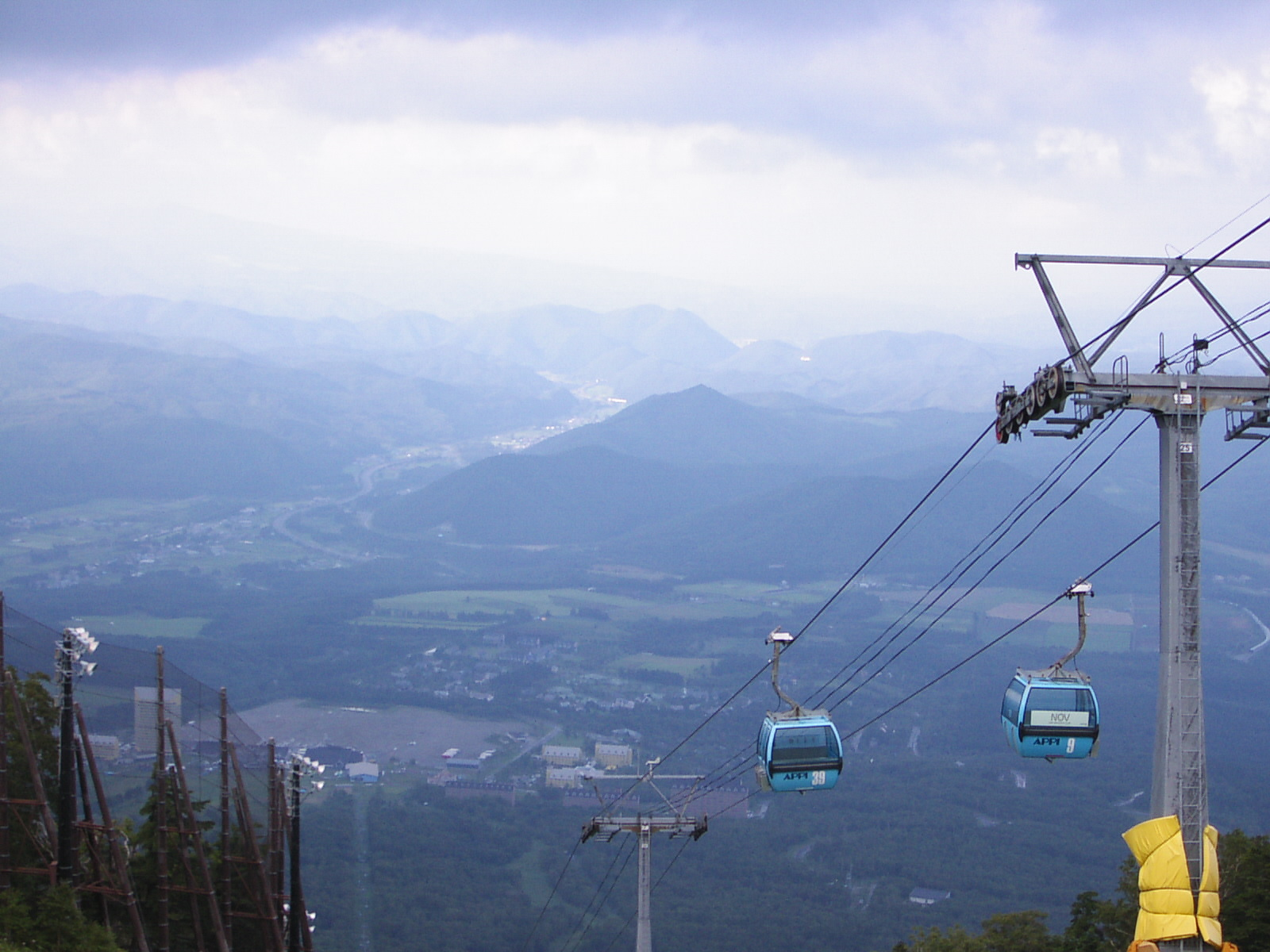
安比ゴンドラ

※非・常用リフトは通常運休／混雑時・強風時・イベント開催時などに不定期に運行される
安比プラザ
レンタル、ロッカー、更衣室、インフォメーション、スクール受付、宅配便カウンター、フードコート
安比ハッピーモール(旧 安比リゾートセンター)
チケット売り場、ショップ、ホテル安比グランド連絡通路、キッズスクール

## 宿泊施設等

### 宿泊施設
- レモンイエローで形状も特徴的な[注 4]ANAクラウンプラザリゾート安比高原（旧 ホテル安比グランド本館・タワー）、ANAホリデイ・インリゾート安比高原 リンドウ1・2（旧：安比ヒルズ白樺の森1・2）、ANAホリデイ・インリゾート安比高原ヒルズ（旧 安比ヒルズ白樺の森3）、ANAホリデイ・インリゾート安比高原 温泉1・2・3（旧：安比高原温泉ホテル1・2・3）と様々なタイプの8つのホテルがある。一際高い建物は1989年完成のANAクラウンプラザリゾート安比高原 TOWER（旧：安比グランドタワー・地上19階建、高さ78m）で、安比高原のランドマーク的な存在となっている。
  - これらのホテルは客室を分譲するコンドミニアム方式で、客室オーナーは自身で客室を利用するほか、ホテル運営会社に対して賃貸したり（ホテルが通常の客室として第三者を宿泊させる）、紹介者に宿泊させる場合もある（この場合も通常のホテル宿泊者としてのサービスが受けられる）。
  - これらのホテルは、以前は日本のリゾートホテルとしては比較的フォーマル志向であり、客室備え付けの室内着では館内移動不可（大浴場・レストラン等へ行くにも着替える必要がある）であったが、2017年以降方針転換して客室に浴衣が備え付けられるようになり、浴衣での館内移動・食事も容認された（メインダイニングにはドレスコードが残り、浴衣や過度にカジュアルな服装での入場は断られる）。また2017年9月より全客室が禁煙化された。
- その他に、ペンション街（安比高原ペンションビレッジ）がスキー場のすぐ近くにある。2019-2020シーズンから、ペンション街にホテル運営会社により讃岐うどん店がオープンした。

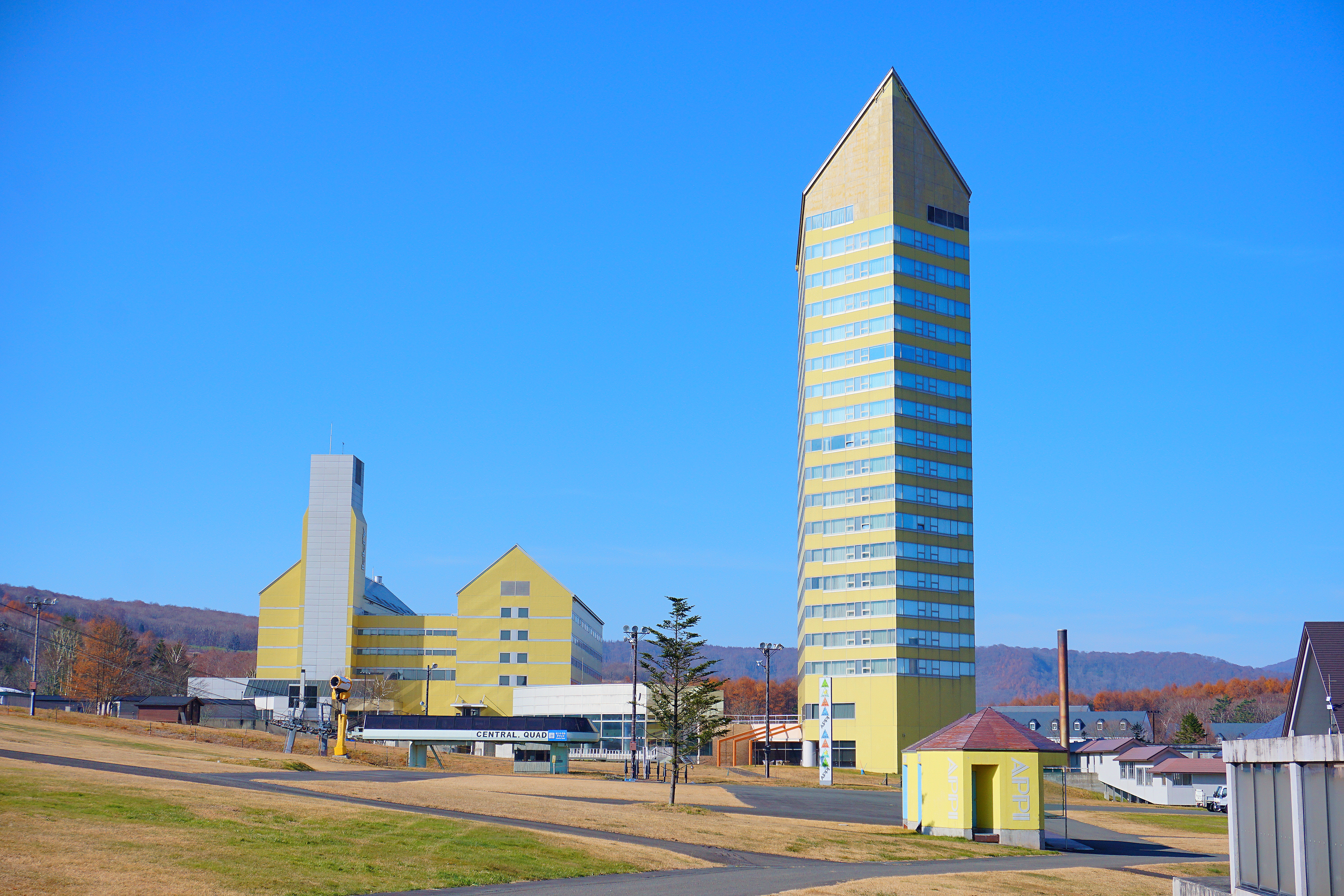
ANAクラウンプラザリゾート安比高原
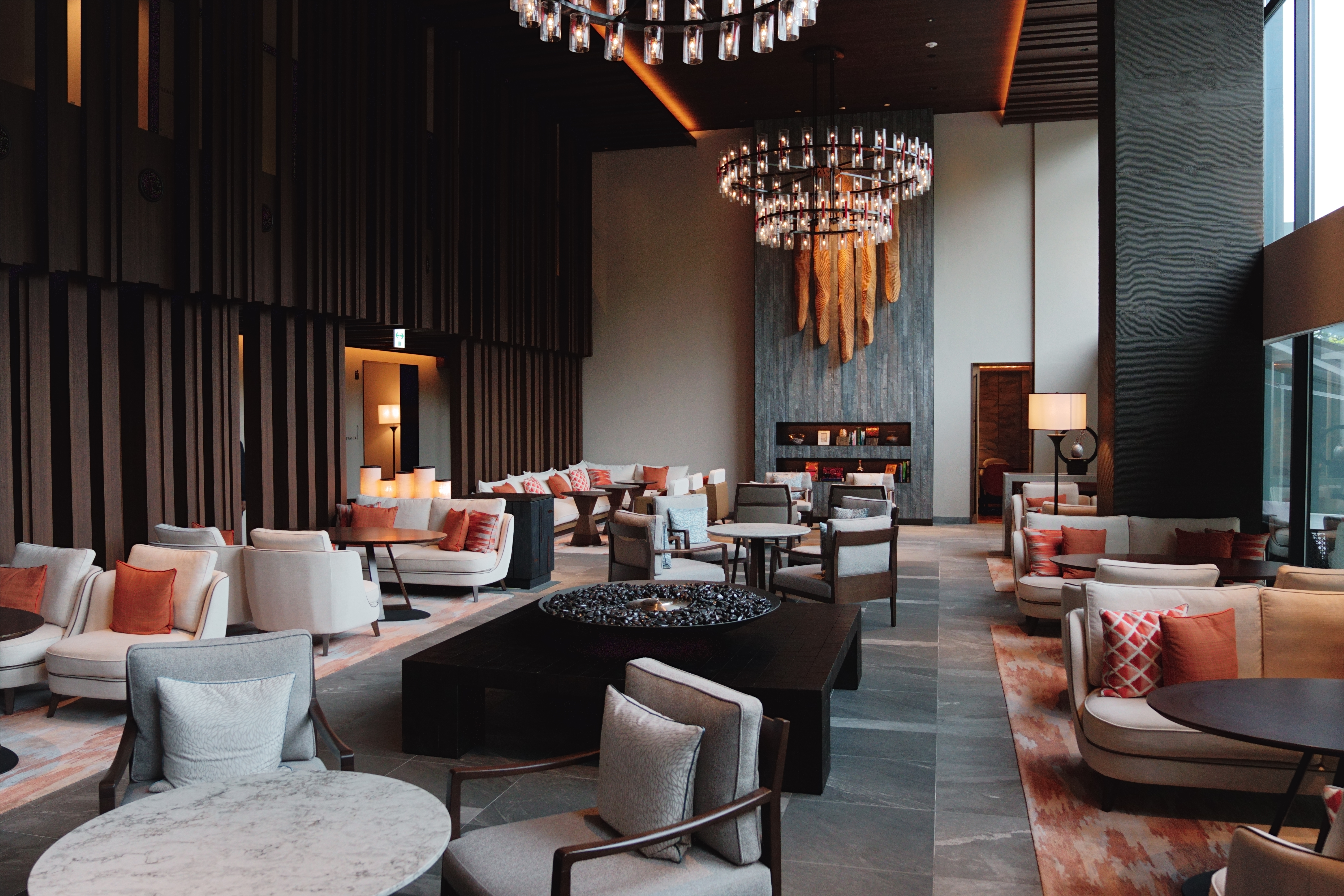
ANAインターコンチネンタル安比高原リゾート

### 温泉
ANAホリデイ・インリゾート安比高原温泉1・2・3（旧：安比高原温泉ホテル1・2・3）に併設された温泉施設・安比温泉白樺の湯（内湯・露天・サウナ）があり、日帰り利用も可能。ホテル安比グランドの温泉（内湯・サウナ）も日帰り利用が可能。

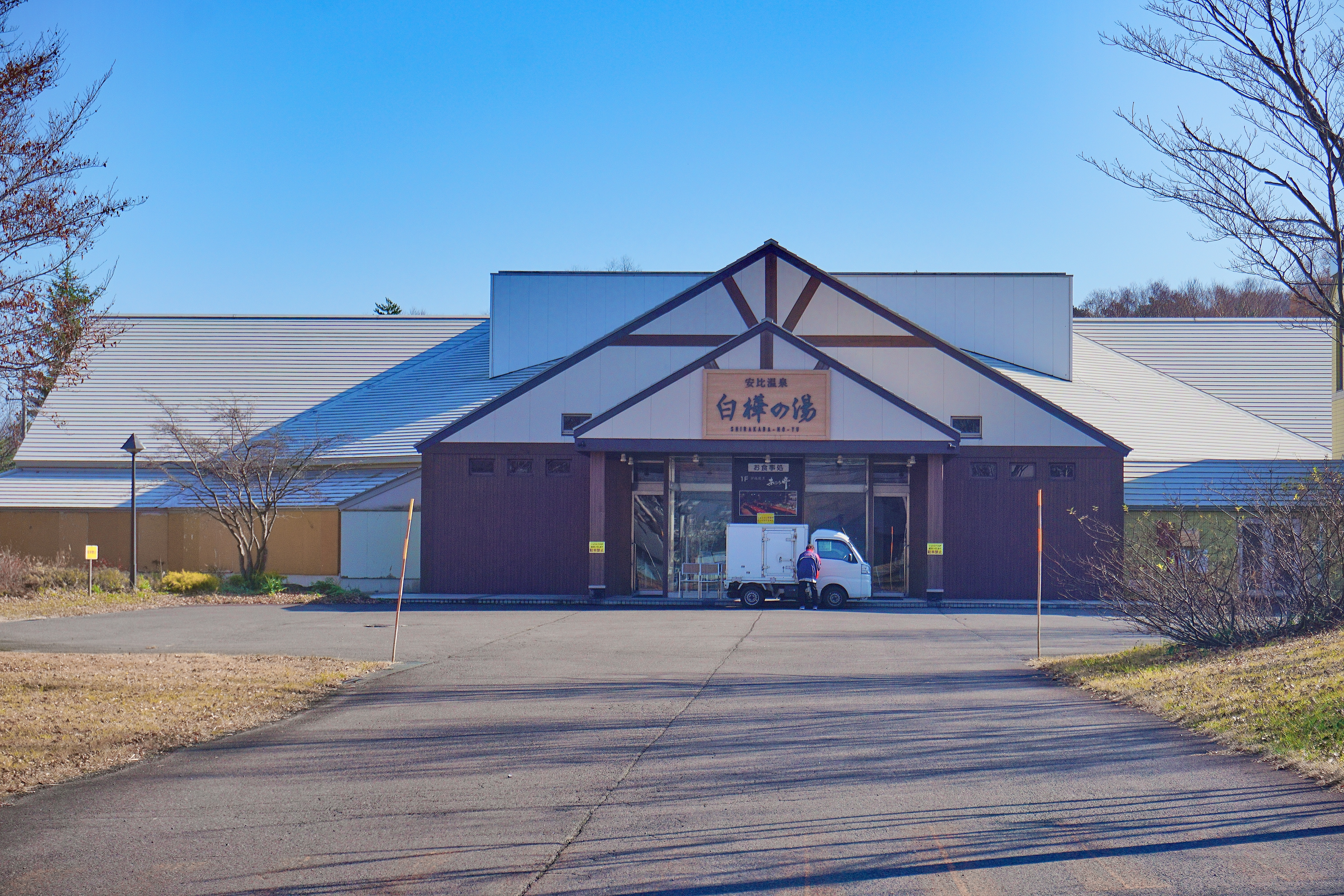
安比温泉白樺の湯

### コンビニ
安比高原エリア入り口にローソンがある。スキー場からは2km以上離れているので徒歩でのアクセスは難しい。

### ガソリンスタンド
駐車場の一角にガソリンスタンド（出光昭和シェル 安比SS）がある。

### シャトルバス
安比高原エリアの各ホテルを結ぶ無料のシャトルバスが運行している。

## 江副浩正顕彰碑
2014年9月27日、開発を手掛けた江副の顕彰碑が、スキー場のある前森山や西森山、岩手山などが見渡せる草原に建てられ、リクルートOBや関係者約200人が集まり、落成式が行われた。顕彰碑は高さ約6メートルで最上部には江副の遺品が収められた。

## 番組

### テレビ番組
- APPIスキー王国（テレビ岩手、 - 2001年） - ネット局：東日本放送、チバテレビ、テレビ神奈川、テレビ愛知（最後の半年間のみ放送）
- APPI SKI HOT SESSION（テレビ岩手）
- ちぇきらAPPI（テレビ岩手）
- APPI SNOW GRAPHY 9/STORIES（テレビ岩手、2007年1月 - 2007年3月）
- ゴエティーニョ!（岩手朝日テレビ） - 番組一部コーナー（「ふしぎ森モリ安比高原自然学校」・「連続ことわざ劇場”ごえてぃ家の夫婦”」・「ゴエティーソング“くるりんちょ”PV」）のロケにも使われている。

### ラジオ番組
- APPI SNOW GATE（FM岩手） - ネット局：FM青森、Date fm
- APPI SNOW STYLE（FM岩手）のみ（2008年〜）

## コンサート

### 屋外
- north land 40 SUMMER IN APPI（1992年8月16日） - 出演：米米CLUB
- 明治生命ラブストーリー青春　TUBE LIVE AROUND SPECIAL '94 『F・S・S』（1994年8月13日） - 出演：TUBE
- 「STADIUM TOUR Hounen Mansaku 夏祭り1995 空(ku:)」（1995年8月12日） - 出演：Mr.Children
- APPI SUPER SOUND '96（1996年8月11日） - 出演：シャ乱Q
- APPI SUPER SOUND '98（1998年8月9日） - 出演：PENICILLIN、DA PUMP
- 「pure soul in STADIUM SUMMER of ’98」(1998年8月15日・16日）-出演：GLAY
- 「1999 GRAND CROSS TOUR」（1999年7月31日・8月1日） - 出演：L'Arc〜en〜Ciel
- APPI MUSIC CAMP '05（2005年8月16日） - 出演：175R、オレンジレンジ、木村カエラ、氣志團、RIP SLYME
- APPI MUSIC JAM '07 MONKEY MAJIK + FRIENDS（2007年8月16日） - 出演：MONKEY MAJIK、m-flo、SEAMO、FreeTEMPO、BENNIE K
- APPI MUSIC GARDEN（2007年9月8日）
- 東北全体会議 in APPI（2021年10月3日）

### 屋内
- Snow Festival in APPI（1999年12月19日） - 出演：モーニング娘。

## アクセス
- 車：東北自動車道安代インターチェンジまたは松尾八幡平インターチェンジより約20分。
- 鉄道
  - JR東日本花輪線 - 安比高原駅
    - 盛岡駅より約60分。安比高原駅からのシャトルバスは運行されていないため、各利用施設の送迎車を利用となる。
- 路線バス（winter seasonのみ運行／予約不要）[19]
  - 岩手県北バス 盛岡駅西口 - 安比高原 約60分
    - 2023-24シーズンは、上り始発便が特定日に限り八幡平地区（八幡平温泉郷・八幡平ハイツ・八幡平マウンテンホテル）を経由して盛岡へ向かう。

  - 岩手県北バス「APPIエアポートライナー」 いわて花巻空港 - 安比高原　約90分
- 予約制貸切バス
  - 株式会社安比トラベルの催行により、株式会社イーアンドティーなどが運行するバス。予約には宿泊施設の予約を行った上で、専用webサイトでの予約を行う。
    - 仙台駅より約3時間
    - 大館能代空港より約1時間40分